# Leichtathletik-Weltcup 2002
Der 9. Leichtathletik-Weltcup fand am 21. und 22. September 2002 im Estadio de Madrid von Madrid (Spanien) statt.
Es nahmen 402 Athleten aus 65 Nationen teil. Sieger wurde bei den Männern die Mannschaft von Afrika und bei den Frauen die Mannschaft von Russland.

## Punktevergabe
| Platz | Punkte (Männer) | Punkte (Frauen) |
| ----- | --------------- | --------------- |
| 1     | 9               | 9               |
| 2     | 8               | 8               |
| 3     | 7               | 7               |
| 4     | 6               | 6               |
| 5     | 5               | 5               |
| 6     | 4               | 4               |
| 7     | 3               | 3               |
| 8     | 2               | 2               |
| 9     | -               | 1               |

Das Männerteam des Vereinigten Königreichs wurde disqualifiziert, weil die Ergebnisse von Dwain Chambers beim Leichtathletik-Europacup, die den Briten zur Teilnahme am Weltcup verholfen hatten, aufgrund seiner Verstöße gegen die Dopingbestimmungen nachträglich annulliert wurden. Die individuellen Leistungen der männlichen britischen Starter blieben bestehen, wurden aber nicht mehr für die Punktevergabe gewertet.

## Endstand

### Männer
| Platz | Team                   | Punkte |
| ----- | ---------------------- | ------ |
| 1     | Afrika                 | 139    |
| 2     | Europa                 | 121    |
| 3     | Amerika                | 119    |
| 4     | Vereinigte Staaten     | 112    |
| 5     | Spanien                | 103    |
| 6     | Deutschland            | 096,5  |
| 7     | Asien                  | 091    |
| 8     | Ozeanien               | 074,5  |
| 9     | Vereinigtes Königreich | 0DQ    |

Die britische Mannschaft hatte ursprünglich den siebten Platz belegt.

### Frauen
| Platz | Team               | Punkte |
| ----- | ------------------ | ------ |
| 1     | Russland           | 129    |
| 2     | Europa             | 126    |
| 3     | Amerika            | 111    |
| 4     | Afrika             | 102    |
| 5     | Deutschland        | 083,5  |
| 6     | Spanien            | 078,5  |
| 7     | Asien              | 078    |
| 8     | Vereinigte Staaten | 077    |
| 9     | Ozeanien           | 061    |